# Bpost Bank Trofee 2013-2014
Il Bpost Bank Trofee 2013-2014, ventisettesima edizione della corsa ciclistica, si svolse tra il 13 ottobre 2013 e il 23 febbraio 2014.

## Uomini Elite

### Risultati
| # | Data        | Città             | Evento                        | Vincitore     | Leader della Cl. mondiale |
| - | ----------- | ----------------- | ----------------------------- | ------------- | ------------------------- |
| 1 | 13 ottobre  | Ronse-Kluisbergen | Grote Prijs Mario De Clercq   | Sven Nys      | Sven Nys                  |
| 1 | 1º novembre | Oudenaarde        | Koppenbergcross               | Tom Meeusen   | Sven Nys                  |
| 3 | 16 novembre | Hasselt           | Grote Prijs van Hasselt       | Sven Nys      | Sven Nys                  |
| 4 | 21 dicembre | Essen             | Grote Prijs Rouwmoer          | Kevin Pauwels | Sven Nys                  |
| 5 | 27 dicembre | Loenhout          | Azencross                     | Sven Nys      | Sven Nys                  |
| 6 | 1º gennaio  | Baal              | Grote Prijs Sven Nys          | Sven Nys      | Sven Nys                  |
| 7 | 8 febbraio  | Lille             | Krawatencross                 | Sven Nys      | Sven Nys                  |
| 8 | 23 febbraio | Oostmalle         | Internationale Sluitingsprijs | Niels Albert  | Sven Nys                  |

### Classifica generale
| Pos. | Corridore           | Tempo    |
| ---- | ------------------- | -------- |
| 1    | Sven Nys            | 6h02'27" |
| 2    | Niels Albert        | a 2'57"  |
| 3    | Thijs van Amerongen | a 6'38"  |
| 4    | Tom Meeusen         | a 7'27"  |
| 5    | Philipp Walsleben   | a 7'51"  |

## Donne Elite

### Risultati
| # | Data        | Città             | Evento                        | Vincitore         | Leader della Cl. mondiale |
| - | ----------- | ----------------- | ----------------------------- | ----------------- | ------------------------- |
| 1 | 13 ottobre  | Ronse-Kluisbergen | Grote Prijs Mario De Clercq   | Nikki Harris      | Nikki Harris              |
| 2 | 1º novembre | Oudenaarde        | Koppenbergcross               | Helen Wyman       | Helen Wyman               |
| 3 | 16 novembre | Hasselt           | Grote Prijs van Hasselt       | Sanne Cant        | Helen Wyman               |
| 4 | 21 dicembre | Essen             | Grote Prijs Rouwmoer          | Sanne Cant        | Helen Wyman               |
| 5 | 27 dicembre | Loenhout          | Azencross                     | Marianne Vos      | Helen Wyman               |
| 6 | 1º gennaio  | Baal              | Grote Prijs Sven Nys          | Katherine Compton | Katherine Compton         |
| 7 | 8 febbraio  | Lille             | Krawatencross                 | Sanne Cant        | Helen Wyman               |
| 8 | 23 febbraio | Oostmalle         | Internationale Sluitingsprijs | Sanne Cant        | Sanne Cant                |

### Classifica generale
| Pos. | Corridore      | Punti    |
| ---- | -------------- | -------- |
| 1    | Sanne Cant     | 5h19'05  |
| 2    | Helen Wyman    | a 1'24"  |
| 3    | Nikki Harris   | a 2'57"  |
| 4    | Sophie de Boer | a 14'18" |
| 5    | Ellen Van Loy  | a 16'35" |

## Uomini Under-23

### Risultati
| # | Data        | Città             | Evento                        | Vincitore            | Leader della Cl. mondiale |
| - | ----------- | ----------------- | ----------------------------- | -------------------- | ------------------------- |
| 1 | 13 ottobre  | Ronse-Kluisbergen | Grote Prijs Mario De Clercq   | Mathieu van der Poel | Mathieu van der Poel      |
| 1 | 1º novembre | Oudenaarde        | Koppenbergcross               | Laurens Sweeck       | Mathieu van der Poel      |
| 3 | 16 novembre | Hasselt           | Grote Prijs van Hasselt       | Wout Van Aert        | Wout Van Aert             |
| 4 | 21 dicembre | Essen             | Grote Prijs Rouwmoer          | Wout Van Aert        | Wout Van Aert             |
| 5 | 27 dicembre | Loenhout          | Azencross                     | Wout Van Aert        | Wout Van Aert             |
| 6 | 1º gennaio  | Baal              | Grote Prijs Sven Nys          | Wout Van Aert        | Wout Van Aert             |
| 7 | 8 febbraio  | Lille             | Krawatencross                 | Wout Van Aert        | Wout Van Aert             |
| 8 | 23 febbraio | Oostmalle         | Internationale Sluitingsprijs | Yorben Van Tichelt   | Wout Van Aert             |

### Classifica generale
| Pos. | Corridore            | Punti |
| ---- | -------------------- | ----- |
| 1    | Wout Van Aert        | 166   |
| 2    | Mathieu van der Poel | 151   |
| 3    | Laurens Sweeck       | 126   |
| 4    | Tim Merlier          | 112   |
| 5    | Toon Aerts           | 111   |

## Uomini Juniors

### Risultati
| # | Data        | Città             | Evento                        | Vincitore       |
| - | ----------- | ----------------- | ----------------------------- | --------------- |
| 1 | 13 ottobre  | Ronse-Kluisbergen | Grote Prijs Mario De Clercq   | Eli Iserbyt     |
| 2 | 1º novembre | Oudenaarde        | Koppenbergcross               | Yannick Peeters |
| 3 | 1º gennaio  | Baal              | Grote Prijs Sven Nys          | Yannick Peeters |
| 4 | 23 febbraio | Oostmalle         | Internationale Sluitingsprijs | Yannick Peeters |